# Рила (град)
Вижте пояснителната страница за други значения на Рила.
Рѝла е град в Западна България. Той се намира в област Кюстендил и е в близост до град Благоевград. Градът е административен център на община Рила. Населението му е 2389 души (15 март 2024).

## География

### Местоположение
Рила се намира в планински район на 20 км от Рилски манастир.
Община Рила е разположена в Западна България в югоизточната част на област Кюстендил. Територията ѝ заема част от средна и югозападна Рила планина и нейните подножия.
В състава ѝ влизат следните населени места: град Рила – административен център на общината и селата Смочево, Пастра, Падала и населено място Рилски манастир.
На изток общината граничи с община Самоков и община Белица; на запад с община Кочериново и община Бобошево; на север с община Дупница и община Самоков и на юг с община Благоевград и община Разлог.
Общината заема площ от 361 кв. км. Съгласно разпоредбите на ЗРР, като част от област Кюстендил, община Рила попада в Югозападния район за планиране.
Територията на Община Рила обхваща площ от 360 933,687 дка. Общата площ на урбанизираните територии е 2177,296 дка. Горският фонд заема 197 948,730 дка, което представлява 54,84 % от територията на общината. Залесената част от горските територии е 197 948 дка.
Земеделската земя е 158 530 дка или 39,02 % от територията на общината и 3,4 % от тази на областта. Делът на обработваемата земя в общата площ на земеделската земя за общината е 19,3 %, като за областта той е около 55 %. Площта на водите и водните повърхности е 1819,878 дка.
Транспортната мрежа е разположена върху 457,295 дка. Площта на община Рила представлява 11,83 % от територията на Област Кюстендил и 0,325% от територията на страната.

### Релеф
Релефът на общината е с подчертан планински характер. Високопланинският пояс обхваща 53% (190 кв. км) от територията на общината, среднопланинският – 26% (95 кв. км), планинският – 15,5% (56 кв. км) и само 5,5% (20 кв. км) са под 600 м надморска височина. Западната част от територията на общината е с най-ниско надморско равнище и в нея са разположени съставните селища на общината.
Върховете с надморска височина над 2000 м са следните:
- в. Рилец – 2731 м.
- в. Йосифица – 2697 м.
- в. Канарата – 2691 м.
- в. Злия зъб – 2678 м.
- в. Калин – 2667 м.
- в. Елени връх -	2654 м.
- в. Царев връх (наречен на Иван Шишман за издадената от него Рилска грамота) – 2378 м.
- в. Баучер – 2152 м.

### Долини
Главна долина на територията на Община Рила е долината на р. Рилска, която служи за граница между Северозападна, Средна и Югозападна Рила планина. Долината на р. Рилска е ориентирана в посока югозапад – североизток и е отворена на Запад към долината на р. Струма.
Средната надморска височина на населените места в общината е:
- гр. Рила – 520 м
- с. Смочево – 650 м
- с. Пастра – 803 м
- с. Падала – 910 м
- Рилски манастир – 1147 м.

### Климат
Община Рила попада в планинска /80%/ и преходно континентална /20%/ климатична област, което обуславя преходноконтиненталния климат с планинско влияние.
Основен фактор на формиране на климата е надморската височина, която в най-ниските части на подножието е около 500 м, а в най-високите – 2716 м, при връх Черна поляна. За региона е характерна мека зима и сравнително сухо лято.
Преобладава северният вятър (45%) със сравнително ниска средногодишна скорост, което се обуславя от конфигурацията на релефа и неговата защитна роля. Средната годишна скорост на вятъра е малка – 1,5 м/сек. Средногодишната сума на валежите за гр. Рила е 588 мм, с максимум в края на май – началото на юни и минимум – през септември.
Постоянна снежна покривка се формира към средата на декември и е с продължителност 160 – 180 дни на кота 1200 м. Слънчевото греене в ниските части е средно 2200 часа. Разнообразният релеф и ориентацията на долините обуславят наличието на съществени разлики в климата между по-ниските части иразположените по-високо. Режимът на мъглите до голяма степен зависи от топлинния баланс, минималната температура на въздуха, високата относителна влажност. Максимумът на мъглите е през ноември.

### Въздух
Средната годишна температура на въздуха е 6,9 С. През зимния сезон е 0,6 С, пролетта – 10,2 С, а през лятото – 20,1 С. Температурата пада незначително под 0 градуса само през януари и февруари, което е резултат от средиземноморското влияние. Най-ниските температури, измерени в района на Р. манастир, са около -25 С (в края на януари), а максималните температури не надвишават 36 С. Относителната влажност на въздуха е в тясна зависимост от температурата, като средно за годината е 74%.
На територията на община Рила няма източници на замърсяване на въздуха от производствена дейност.

### Води
Община Рила попада в Беломорския водосборен басейн. Водите на територията ѝ се оттичат в басейна на р. Струма.

#### Реки
Основна водосборна артерия на територията на Община Рила е р. Рилска, с обща дължина 51 км, която се влива в р. Струма при с. Шарков чифлик, Община Кочериново. Тя извира от Рибните езера, на кота 2691 м и тече в Западна посока.

#### Езера
На територията на общината има 28 планински и високопланински езера, циркусни езера, с ледников произход.

На кота 2379 м се намира язовир „Калин“, който е най-високо разположеният изкуствен басейн на Балканския полуостров.

#### Геотермални извори
В гр. Рила съществува извор на минерална вода с температура 36 градуса С и малък дебит. Водата е алкална, сулфатна, хидрокарбонатна, флоурна, с минерализация 0,93 г/л.

### Почви
На територията на община Рила най-разпространени са следните почвени типове: кафяви горски, алувиално-ливадни, канелени горски /типични и излужени/ и планинско – горски /тъмноцветни и ливадни/.

### Флора
В Общината се очертават 2 добре изразени растителни пояса: горист и тревист. Гористият е по-обширният пояс и е съставен предимно от иглолистни видове: черен бор, бял бор, бяла мура, смърч и ела. Долната граница на този пояс е заета от широколистните видове: бук, габър, ясен, бреза и др. Гористия пояс над 1500 м е съставен от храстите боровинки, малини и др. На горната горска граница е разпространен нискорастлият силно разклонен бор – клек.
Тревистият пояс се състои от алпийските пасища, които се простират до 2600 м надморска височина. Сред характерните тревисти видове са представени и лилав минзухар, тинтява, омайниче, алпийска роза, кантарион, и др.

### Фауна
Типични представители на животинския свят на територията на общината са сърната, благородния елен, дивата коза, дива свиня. От хищниците са разпространени вълк, кафява мечка и лисица. От гризачите най-често срещани са заек, катерица, лалугер, полска мишка, невестулка, белка. Птичият свят е представен от черен орел, сокол, ястреб, глухар, щъркел, лястовица, славей, синигер, врабче, кос, сойка и др. От влечугите се срещат гущер, смок, слепок, водна змия, пепелянка, усойница и др. Реките са обитавани от балканска пъстърва, черна мряна, речен кефал, речен рак и др.

## История
Като селище Рила има многовековна история-води началото си от края на II – началото на III век. За античността на Рила свидетелстват находките при разкопки или случайни такива. Открити са: зидана засводена гробница – датирана от I – II век от новата ера; останки от антично селище с надписи на гръцки език; олтар от края на II – началото на III век; битова керамика; монети и др.
Първото известно наименование на селището е Спортела. То се е намирало на територията на днешния град и хълма – западно от него. Принадлежало е към територията на Пауталия /дн. Кюстендил/.
Данни за следващото наименование на Рила – Ролигера като кастел (крепост – наблюдателница), възстановен през VI век съобщава Прокопий.
Рила се споменава през XIV век като феодално владение на Рилски манастир. Сведения за Рила под името Ирлие има в турските данъчни регистри от 1576 г.
В историческото развитие на селището е безспорна ролята на Рилския манастир, датиран от Х век – векове наред огнище на просвета и култура, пазител на българския национален дух и на българската книжнина.
В 1845 г. руският славист Виктор Григорович на път от Мелник за Рилския манастир, посещава „голямото село Рило“ и в книгата си „Очерк путешествия по Европейской Турции“ отбелязва църквата „Свети Архангел“ и българското училище. Според свидетелства на посетили селото през 1859 година американски мисионери, то има около 200 къщи и българско население.
Община Рила води началото си от 1883 г. като селска община, в състава на която влизат селата: Рила, Бозовая, Пастра и Падала. През 1978 г. селищата в Рилска община са: гр. Рила, с. Падала, с. Пастра, с. Смочево и населено място Рилски манастир, със седалище град Рила – понастоящем административен център на общината. Рила получава статут на град през 1969 г.

## Население
Численост на населението според преброяванията през годините:
| \| Година на преброяване \| Численост \| \| --------------------- \| --------- \| \| 1934 \| 3666 \| \| 1946 \| 4185 \| \| 1956 \| 4400 \| \| 1965 \| 4228 \| \| 1975 \| 4062 \| \| 1985 \| 3644 \| \| 1992 \| 3423 \| \| 2001 \| 3094 \| \| 2011 \| 2368 \| |           |
| Година на преброяване | Численост |
| 1934 | 3666      |
| 1946 | 4185      |
| 1956 | 4400      |
| 1965 | 4228      |
| 1975 | 4062      |
| 1985 | 3644      |
| 1992 | 3423      |
| 2001 | 3094      |
| 2011 | 2368      |

Численост и дял на етническите групи според преброяването на населението през 2011 г.:
|                     | Численост | Дял (в %) |
| Общо                | 2368      | 100,00    |
| Българи             | 2215      | 93,53     |
| Турци               | 0         | 0,00      |
| Цигани              | 72        | 3,04      |
| Други               | 3         | 0,12      |
| Не се самоопределят | 0         | 0,00      |
| Неотговорили        | 69        | 2,91      |

## Икономика
В отрасловата структура на материалното производство преобладават търговията, туризмът и леката промишленост. Селското стопанство е специализирано в производството на тютюн. Незначителен е делът на овощарството, зеленчукопроизводството и лозарството. Горският фонд е 197 948,73 дка., от които залесена част – 197 948 дка. Земеделска земя е 155 498 дка., от тях обработваема земя – 21 125 дка., пасища и мери – 134 373 дка.

## Обществени институции
- Народно читалище „Христо Ботев 1898“
- Средно общообразователно училище „Аверкий Попстоянов“
- Трудово-възпитателното училище (ТВУ) – интернат „Никола Вапцаров“
- Дирекция на Природен парк „Рилски манастир“
- Опитна станция по тютюна
- Районно полицейско управление
- Районна служба за противопожарна и аварийна безопасност
- Спешен център

## Забележителности

### Археологически паметници
При разкопки са открити: зидана засводена гробница от I-II в., останки от антично селище с надписи на гръцки език, олтар от края на II и началото на III век, битова керамика, монети и др.
Като археологически паметници от местно значение през 1965 г. са обявени гробищната църква „Св. Архангел Михаил“, оброчище „Св. Георги“ и останки от античен градеж в двора на църква „Св. Георги“.

### Архитектурни паметници
Архитектурен комплекс „Бабинска махала“ е обявен за паметник на културата през 1971 г. В състава си включва 27 архитектурни паметника на културата – къщи (частна собственост), килийно училище и ц. „Св. Архангел Михаил“.
Къщите не са отворени за посещение и не се използват с туристическа цел. Някои от тях са разрушени, а други са в лошо техническо състояние. Килийното училище датира от 1830 г. и е разрушено. Църква „Св. Архангел Михаил“ – датира от XII-XIII век. Хрельовата кула в Р. манастир – датира от 1365 г.
Като единични архитектурни паметници са обявени (1971) църква „Св. Никола“, Метохът на Р. манастир (ветеринарна лечебница) и 9 частни къщи.

### Религиозни паметници

#### Рилска света обител
Най-значимият паметник на културата на територията на общината е Рилският манастир. Той е изграден на границата между Северозападна и Средна Рила в долината на Рилска река, при вливането ѝ с р. Друшлявица. Основан е през X в. от отшелника Иван Рилски и заема площ от 8000 m².
В Рилския манастир открити за посещения са: главната църква, историческия музей, етнографската сбирка, картинната галерия, Хрельовата кула, магерницата, музей „Манастирско стопанство“, както и четирите църкви в близост до манастира с ценни стенописи от началото на XIX в.
Манастирът е обявен за национален паметник на културата от 1961 г. За изложението на ЕКСПО 70 в Токио е възпроизведена трайно Магерницата като архитектурен уникат. През 1976 г. е обявен за национален исторически резерват, а през 1980 г. е удостоен с наградата „Златната ябълка“ на ФИЖЕТ. През 1983 г. е обявен от ЮНЕСКО за паметник на световната култура.

#### Метох „Орлица“
Отстои на 18 км от Рилския манастир. За първи път се споменава в грамота на цар Иван Шишман от 1378 г. Възстановяван е няколко пъти. В сегашния си вид е от 1863 г. Църквата при метоха „Св. Петър и Павел“ е малка еднокорабна постройка. Запазени са стенописи от 1478 г. Последното и изписване е от 19 век, извършено от Никола Образописов – художник от Самоковската живописна школа.

#### Църква „Свети Архангел Михаил“
Намира се в гробищния парк на гр. Рила и отстои на 20 км от Рилския манастир.
През 1995 г., при експериментални консервационни проучвания е разкрита уникална находка – под грунда на видимите възрожденски стенописи е установено наличие на по-стар слой декорация – стенописи (изображения на светци) от края на XII – началото на XIII век. Църквата е един от многозначимите, новооткрити паметници в България, който допълва вече откритите по поречието на р. Рилска, стенописите параклиса на Хрельовата кула от 1335 г., тези в църквата „Св. Петър и Павел“ в метоха „Орлица“ от 1491 г. (на 2 км от гр. Рила), а по време на създаване дори ги превъзхожда (становище на проф. Прашков).
Понастоящем църквата действа като православен храм и се състои от кръстокуполна църковна сграда, западна присттройка и пристроена към нея столова. Състоянието на масивната конструкция е добро. Външната мазилка е в лошо състояние. Реална опасност за стенописите представлява покривната конструкция, която е в незадоволително състояние, и наличието на капилярна влага.
Най-спешни мерки, които трябва да се предприемат за консервация и реставрация на църквата, са ремонт на покрива и изпълнение на дренажна система. Църквата е архитектурно-строителен паметник на културата от местно значение (ДВ, бр. 77/1968) и художествен паметник на културата от национално значение (ДВ, бр. 101/1971).

#### Църква „Свети Никола“
В центъра на гр. Рила се намира църквата „Св. Никола“, която датира от 1885 г. В нея се съхранява рядък паметник на средновековната везба – литургична тъкан от групата на т.нар. ”Епитафиос“ с размери 107 – 109 см.
На територията но общината се намират църквите „Св. Пророк Илия“ в с. Смочево, църква „Св. Харалампи“ в с. Пастра, параклис „Св. Пророк Илия“ в с. Падала и параклисите „Св. Петка“, „Св. Троица“, „Св. Варвара“, „Св. Георги“, до водопада „Бохемия“ на река „Бозовайска Каменица“, оброчището „Света Неделя“ в гр. Рила.

### Други паметници
- Паметник на руски воини през Руско-турската война.
- Паметник на загиналите през войните.

### Гори и защитени територии
Горите са много важна част от настоящето и бъдещето на община Рила. Общата площ на горския фонд е 197 948 дка, от които на ДЛ „Рилски манастир“ 61 300 дка и Рилска св. обител – 122 240 дка.
Преобладаващите дървесни видове са бук, зимен дъб, бял бор, ела, смърч и бяла мура. Ценно богатство е биоразнообразието. От растителните видове се срещат рилската /божествена/ иглика – локален ендемит за Рила; от билките – мащерка, жълт и червен кантарион и др.; златиста кандилка – рядък вид, включен в „Червената книга“ на България – том 1, български омайник, златовръх, рилски ревен – локален ендемит за Рила, жълт планински крем – рядък вид, жълта тинтява – застрашен вид, планински божур и др.
Горите са предпоставка за разнообразната фауна – яребици, зайци, лисици, вълци, диви прасета, сърни, мечки и др.
Със Закона за защитените територии (обн. ДВ, бр. 133 от 11.11.1998) частта от Национален парк „Рила“, включваща горите в горския фонд от община Рила, област Кюстендил с обща площ 14 370,7 хектара, както и високопланинските пасища и ливади, с обща площ 13 000 хектара, се прекатегоризира като природен парк с наименование "Природен парк „Рилски манастир“.
Паркът е обявен с цел да се запазят ценни растителни и животински видове, както и да се запази голямото разнообразие и красота на местата, подходящи за отдих и туризъм.
Особено забележителен от геоморфоложка гледна точка е районът около „Кирилова поляна“ с красивагта скалиста дъга, включваща върховете Злия зъб, Иглата, Купените, Ловница, Орловец и Елени връх.
В резултат на ерозионната и акумулативната дейност на ледниците през кватернера във високопланинските части са се образували значителен брой ледникови езера. На територията на парка има 28 езера, от които 25 ледникови. В него се намира и най-голямото високопланинско езеро на Балканския полуостров – Смрадливото, с площ 224 дка и дълбочина 24 м.
Богат и разнообразен е растителният и животинския свят в парка. Голям е броят на видовете растения. Сред тях са сладководни водорасли, лишеи, папрати и др. В „Червена книга на България“, том 1 са вписани 96 вида растения с различна степен на уязвимост, от които 87 вида с категория рядък и 9 вида – застрашени. В Европейския списък на редките, застрашени и ендемични растения са вписани 8 от тези видове – рилски ревен, божествена иглика, янкиев лопен, планинско подрумиче, рилско подрумиче, кернерова метличина, трансилванска камбана и сив див тютюн.
На територията на парка се срещат над 200 вида гръбначни животни, от които 33 са включени в „Червена книга на България“, том 2. Сред тях са алпийски тритон, жаба дървесница, златка, скален орел и др.
През 1986 г. с площ 3676,5 ха е обявен резерватът „Риломанастирска гора“. В него е разположен историческия комплекс „Рилски манастир“, обявен от ЮНЕСКО през 1983 г. за паметник на световната култура.

### Музеи
Музейната сбирка е от общ исторически характер. В нея е съхранено богатото културно-историческо наследство на Рила от античността до най-ново време.

## Религии
Оновно вероизповедание е традиционното за страната – Източно православно. Други религии не съществуват.

## Личности

### Родени
- хаджи Агапий Рилски (1813 – ?), монах, таксидиот в Рилския манастир, проповедник из България
- Ангел Тасински (1909 – 1998), кмет на Благоевград 1955 – 1959
- Валери Герчов Миловански, музикант и композитор
- Георги Дреников, (1897 – 1980), генерал-лейтенант, летец
- Димитър Петров, режисьор и сценарист
- Димитър Рилец (1783 – 1869), български просветител, основател на първото килийно училище в с. Рила
- Любен Николов Гургушинов, (р. 1931), спортист, Заслужил Майстор на Спорта, лека атлетика-троен скок, „Академик“-София; Златни медали на Балкански игри 1957-Атина, 1958-София и 1959-Букурещ;[9] участник на Олимпийски игри: 1956-Мелбърн, 1964-Токио[10]
- Начо Величков ( 1848-1935), български революционер и политик
- Никола Станков Чалашканов (1928 – 2003), „Чоли“, музикант, джазмен,[11] тромпет, „Оркестър Чалашканов“[12]
- Панчо Панайотов, лекар, български политик, депутат в XXXVIII НС
- Петър Георгиев, легален деец на ВМОК и ВМОРО
- Петър Рафаилов, „Даскал Петре“, учител в селото през 1875 – 1876 година, участник в подготовката на Априлското въстание в района[13]
- Стефан Георгиев Ганчев, (1948 – 1997), спортист, Майстор на Спорта, футбол
- Татяна Сърбинска, (р. 1946) народна певица
- Христо Манов Коларски (1860 - ?), български революционер, деец на македонското освободително движение[14]

### Починали
- Алекси Рилец, (1760 – 1850), възрожденски архитект
- Мария Попгеоргиева, (? – 1916), българска хайдутка, сестра на Ильо войвода.
- Щерьо Михайлов (1856 – 1912), участник в националноосвободителното движение